# Terville
Terville är en kommun i departementet Moselle i regionen Grand Est (tidigare regionen Lorraine) i nordöstra Frankrike. Kommunen ligger i kantonen Yutz som tillhör arrondissementet Thionville-Est. År 2022 hade Terville 7 609 invånare.

## Befolkningsutveckling
Antalet invånare i kommunen Terville
| Referens: INSEE |

## Sport
Volleybollklubben Terville Florange Olympique Club har säte i staden (samt i Florange)